# فرانتس مسمر

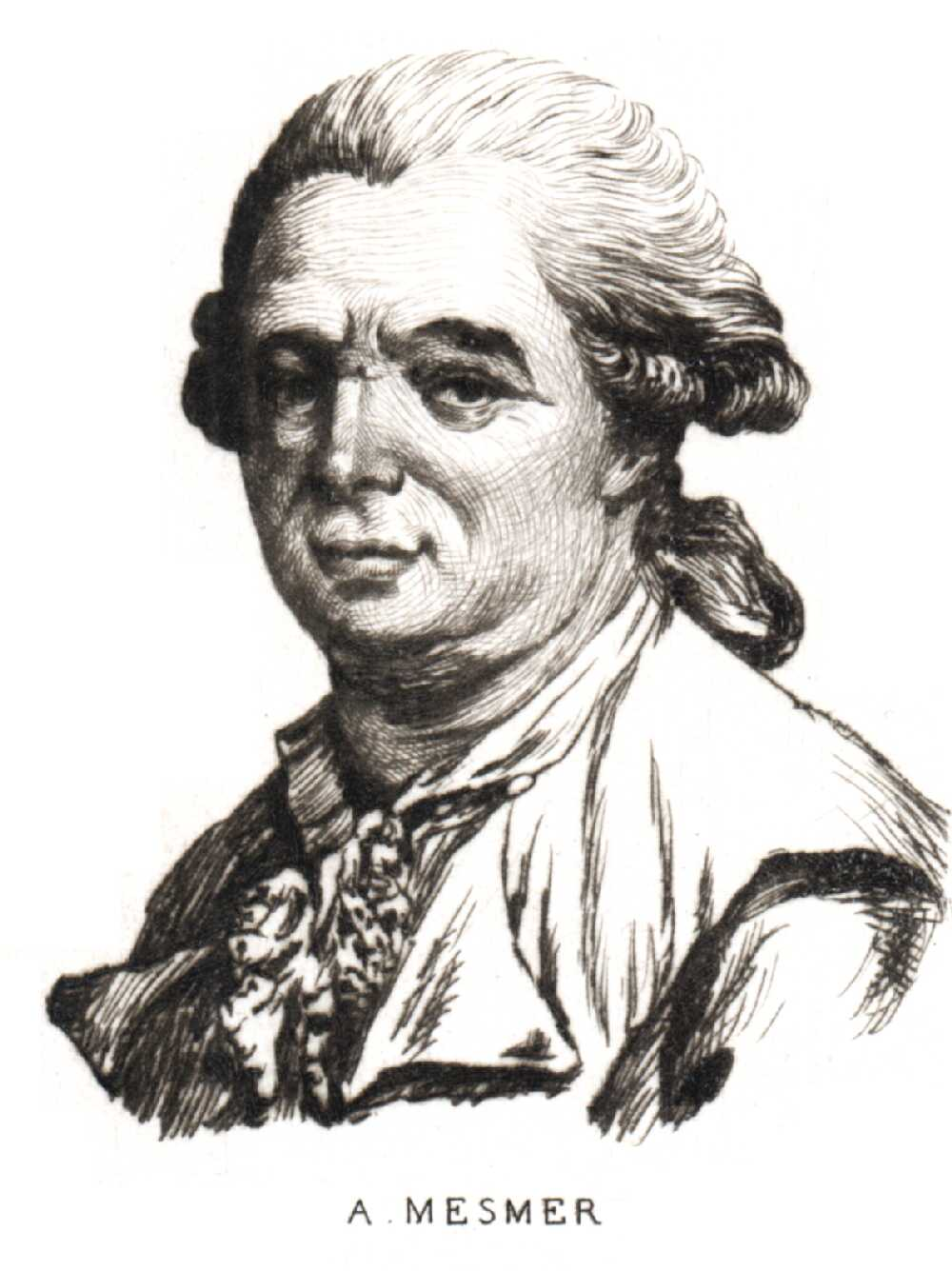
فِرانتس آنتوان مِسمِر

فِرانتس آنتوان مِسمِر (به آلمانی: Franz Anton Mesmer) کاشف نظریهٔ معروف مغناطیس حیوانی، در سال ۱۷۳۴ در شهر مووس (بادن-وورتمبرگ) آلمان متولد شد و تحصیلات خود را در رشته طب به پایان رساند. ولی به‌جای اینکه به طبابت بپردازد اوقات خود را صرف مطالعه برای کشف راه تازه جهت معالجه امراض نمود و موفق شد هیپنوتیزم را برای درمان بسیاری از بیماری‌های روحی مورد استفاده قرار دهد. وی از آهنربا نیز برای درمان استفاده کرد که بسیار مورد توجه قرار گرفت. حکومت اتریش به تحریک مخالفین مسمر او را به جرم جادوگری و شعبده‌بازی به ترک وطن محکوم کرد و مسمر به فرانسه رفت و در آنجا هم شهرت و موفقیتی به‌دست‌آورد. قدرت او در هیپنوتیزم و تلقین به نفس به حدی بود که در یک جلسه بیماران را خواب می‌کرد و به وسیله تلقین آنها را مداوا می‌نمود.
لوئی شانزدهم هیئتی سلطنتی را برای بررسی ادعاهای او منصوب کرد. بنجامین فرانکلین و آنتوان لاووازیه (بنیانگذار شیمی جدید) هم از اعضای این هیئت بودند. نتایج بررسی‌های آنها نشان داد موفقیت فرانتس مسمر تنها به دلیل قدرت تلقین است. اعتبار مسمر از بین رفت و به اتریش بازگشت.
وقتی که در ۱۸۱۵ درگذشت کسی حدس نمی‌زد که درست صد سال پس از مرگ او فروید او را پدر روان‌شناسی و روان‌پزشکی جدید و نخستین پیش‌قدم (پسیکانالیزم) بخواند.